# Grumman C-2 Greyhound
Grumman C-2 Greyhound är ett tvåmotorigt fraktflygplan, avsett för att transportera varor och post till och från Amerikanska flottans hangarfartyg. 
Flygplanstypen fullföljer rollen som Carrier Onboard Delivery (förkortning: COD).

## Bakgrund
C-2 Greyhound används främst för att transportera högprioriterade gods, post och passagerare mellan hangarfartyg och baser på land, och kan leverera gods såsom jetmotorer och andra reservdelar. Flygplanet är utvecklat från det hangarfartygsbaserade radarspaningsplanet Grumman E-2 Hawkeye som den delar vingar och motorer med, men har en vidgad flygkropp med en bakre lastramp. Den första av två prototyper flög 1964. Efter framgångsrika tester började Grumman produktion av flygplan 1965. C-2 ersatte den kolvmotordrivna Grumman C-1 Trader i rollen som transportflygplan på hangarfartyg. De ursprungliga C-2A flygplanen genomgick översyn att förlänga deras livslängd 1973.
År 1984 beställde marinen 39 nya C-2A flygplan för att ersätta äldre flygplansskrov. De nya planen benämndes Reprocured C-2A (C-2A (R)) på grund av likheten med originalet, de nya flygplanen har vissa förbättringar på flygplansskrovet och bättre avionik. De äldre C-2A avvecklades år 1987, och den sista av de nya modellerna levererades 1990.